# عصمت اولو
عصمت اولو (ترکی استانبولی: İsmet Uluğ؛ ۱ ژانویهٔ ۱۹۰۱ – ۲۸ اوت ۱۹۷۵) بوکسور، و بازیکن فوتبال اهل ترکیه بود.
از باشگاه‌هایی که در آن بازی کرده‌است می‌توان به باشگاه فوتبال فنرباغچه و باشگاه فوتبال گالاتاسرای اشاره کرد.